# Кирцишоара
Кирцишоара (рум. Cârțișoara) — комуна у повіті Сібіу в Румунії. До складу комуни входить єдине село Кирцишоара.
Комуна розташована на відстані 186 км на північний захід від Бухареста, 34 км на схід від Сібіу, 138 км на південний схід від Клуж-Напоки, 80 км на захід від Брашова.

## Населення
За даними перепису населення 2002 року у комуні проживали 1156 осіб.
Національний склад населення комуни:
| Національність | Кількість осіб | Відсоток |
| -------------- | -------------- | -------- |
| румуни         | 1098           | 95,0%    |
| цигани         | 53             | 4,6%     |
| угорці         | 3              | 0,3%     |
| німці          | 2              | 0,2%     |

Рідною мовою назвали:
| Мова      | Кількість осіб | Відсоток |
| --------- | -------------- | -------- |
| румунська | 1152           | 99,7%    |
| німецька  | 2              | 0,2%     |
| угорська  | 1              | 0,1%     |

Склад населення комуни за віросповіданням:
| Релігія       | Кількість осіб | Відсоток |
| ------------- | -------------- | -------- |
| православні   | 1092           | 94,5%    |
| баптисти      | 41             | 3,5%     |
| адвентисти    | 20             | 1,7%     |
| римо-католики | 3              | 0,3%     |

## Зовнішні посилання
- Дані про комуну Кирцишоара на сайті Ghidul Primăriilor [Архівовано 5 Червня 2010 у Wayback Machine.]